# Santa María de Afuera P. de Bayona
Bayona (llamada oficialmente Santa María de Fóra de Baiona) es una parroquia del municipio español de Bayona, en la provincia de Pontevedra, Galicia.

## Toponimia
La parroquia también es conocida por los nombres de Santa María de Afuera de Bayona, Santa María de Afuera P. de Baiona y Santa María de Afuera P. de Bayona.

## Organización territorial
La parroquia está formada por cinco entidades de población:
- Covaterreña, (Cova Terreña) formado por la unión de las entidades de población de:
  - Barrio La Anunciada (Barrio A Anunciada)
  - Covaterreña (Cova Terreña)
- Loureiral
- Percibilleira (Percebelleira)
- San Antón (Santo Antón)

## Demografía
| Gráfica de evolución demográfica de Bayona entre 2000 y 2023 |
|                                                              |
| Datos según el nomenclátor publicado por el INE.             |